# Trichogalumna subnuda
Trichogalumna subnuda är en kvalsterart som beskrevs av Balogh och Sandór Mahunka 1967. Trichogalumna subnuda ingår i släktet Trichogalumna och familjen Galumnidae. Inga underarter finns listade i Catalogue of Life.